# XITE
XITE is een Nederlandse interactieve televisiezender en muziekvideoplatform. Het Nederlandse bedrijf zendt uit in Nederland, België, Duitsland, de Verenigde Staten, Canada, het Verenigd Koninkrijk en Ierland.

## Geschiedenis
XITE werd opgericht door ondernemer Derk Nijssen. Bij de oprichting werd er in de zender geïnvesteerd door technologiestartersfonds Henq Innovatie Fonds 1, United Broadcast Facilities (UBF) en Rebel Technologies (een joint venture van UBF en XITE voor interactieve toepassingen bij video on demand). Als werknaam werd voor de start van de zender Base7 gebruikt. De thuisbasis was aanvankelijk Rotterdam.
De zender begon in 2008 met uitzenden via de digitale pakketten van UPC en Caiway. Bij UPC verving XITE de opgeheven muziekzender TMF Nederland. Net als bij de opgeheven muziekzender The Box konden kijkers per telefoon (0900-nummer of sms) tegen betaling videoclips aanvragen door middel van een clipcode. In september 2009 kwam XITE met een on-demandsysteem via de rode knop op de afstandsbediening. De kijker kon sindsdien ook op die manier clips aanvragen en kon speellijsten per genre samenstellen en specials en interviews bekijken.
In februari 2011 begon XITE met uitzendingen in België via het basispakket van Telenet. In september 2014 begon XITE met het uitzenden in Duitsland. In 2016 werd de Personalised Music Television service gelanceerd via Ooredoo in Qatar. In datzelfde jaar werd via KPN een 4K-kanaal aangeboden, waarbij muziekvideo's te zien waren in Ultra-HD. Vanaf mei 2017 is XITE 4K ook beschikbaar in Canada.

## Personalised Music Television
Sinds december 2015 biedt XITE Personalised Music Television aan, een interactive applicatie voor televisiegebruikers van Ziggo (Nederland) en Ooredoo (Qatar). 
In deze applicatie krijgt de kijker de mogelijkheid om muziekvideoclips met de afstandsbediening te liken of te skippen, te kiezen uit verschillende gecureerde themakanalen of zelf een eigen themakanaal te maken. 
Sinds juli 2017 is de Personalised Music Television service direct geïntegreerd op de huidige zender voor Ziggo klanten met de Mediabox XL. Hierdoor hoeft de gebruiker niet langer de app op te zoeken in de app store, maar heeft iedereen met een settopbox direct toegang tot de service via kanaal 25. Hiermee is XITE de eerste aanbieder ter wereld die technologie, muziek en televisie combineert om een brug te slaan tussen de traditionele manier van tv kijken en het nieuwe digitale on-demand tijdperk.

## XITE Awards
Sinds 2013 organiseert XITE jaarlijks de XITE Awards, waar zowel nationale als internationale artiesten door het publiek worden beloond voor hun prestaties in de muziekindustrie. Naast optredens worden tijdens de show awards uitgereikt voor de beste en meest populaire nummers, artiesten, opkomend talent en natuurlijk de award voor beste muziekvideo van het jaar. In 2017 traden onder andere Boef, Lil’ Kleine, Maan, Teske, Vinchenzo en Kris Kross Amsterdam op. Bizzey trapte de avond af met een optreden inclusief special guests Josylvio, Jozo en Yung Felix. Supergaande en Yung Internet verrasten het publiek met twee verrassingsoptredens. De avond werd gepresenteerd door Bizzey en Iris Enthoven.

### Winnaars XITE Awards 2017
| Categorie              | Winnaar                                    |
| ---------------------- | ------------------------------------------ |
| Best Music Video       | Boef - Habiba                              |
| Best Song              | Lil' Kleine & Boef - Krantenwijk           |
| Best Collab            | SBMG, Lil' Kleine & DJ Stijco - 4x duurder |
| Best Dutch             | Ronnie Flex                                |
| Best Belgian           | Dimitri Vegas & Like Mike                  |
| Best International     | Dua Lipa                                   |
| Best Kickstart         | Josylvio                                   |
| Best DJ                | Martin Garrix                              |
| Best Online Artist     | Supergaande                                |
| Best Fans              | Beliebers                                  |
| Most Liked Music Video | J Balvin & Willy William - Mi Gente        |

### Winnaars XITE Awards 2015
| Categorie                | Winnaar                                            |
| ------------------------ | -------------------------------------------------- |
| Best Music Video         | Lil' Kleine & Ronnie Flex - Drank & Drugs          |
| Best Male                | Ronnie Flex                                        |
| Best Female              | Eva Simons                                         |
| Best Collab              | Lil' Kleine & Ronnie Flex - Drank & Drugs          |
| Kickstart Award          | Teske                                              |
| Best Pop                 | Nielson - Sexy Als Ik Dans                         |
| Best Hip Hop             | Lil' Kleine & Ronnie Flex - Drank & Drugs          |
| Best Dance               | Martin Garrix - Forbidden Voices                   |
| Best Vlogging            | Monica Geuze - Laten Gaan                          |
| Streetteam Award         | B-Brave                                            |
| Most Played Music Video  | Years & Years - King                               |
| Best Music Video Belgium | Emma Bale - Run (Lost Frequencies Remix)           |
| Best Music Video Germany | Alle Farben ft. Anna Naklab & YOUNOTUS - Supergirl |

### Winnaars XITE Awards 2014
| Categorie                  | Winnaar                                               |
| -------------------------- | ----------------------------------------------------- |
| Best Music Video           | Yellow Claw & Rochelle - Shotgun                      |
| Best Male                  | Mr Polska                                             |
| Best Female                | Eva Simons                                            |
| Best Collab                | Yellow Claw & Rochelle - Shotgun                      |
| Kickstart Award            | B-Brave                                               |
| Best Pop                   | Mr. Probz - Waves                                     |
| Best Hip Hop               | The Opposites - Sukkel voor de Liefde (ft. Mr. Probz) |
| Best Dance                 | DVBBS - Tsunami                                       |
| Streetteam Award           | Mainstreet                                            |
| Best Dressed Female Artist | Krystl                                                |

### Winnaars XITE O.D. Awards 2013
| Categorie   | Winnaar                                  |
| ----------- | ---------------------------------------- |
| Dance       | Nicky Romero & David Guetta - Metropolis |
| Urban       | The Opposites - Slapeloze Nachten        |
| Pop         | Gers Pardoel ft. Sef - Bagagedrager      |
| Alternative | Kensington - No Way Out                  |
| New Act     | Yellow Claw                              |
| Most Wanted | Gers Pardoel ft. Sef - Bagagedrager      |

## XITE Weekmix / XITE Yearmix
De XITE Weekmix was een wekelijks terugkerend muziekprogramma waarin de beste pop-, dance- en urban-videoclips van de week in een 30 minuten durende aflevering naadloos werden gemixt. Dit programma werd uitgezonden in Nederland, België en Duitsland. Naast de reguliere weekmix waren er speciale edities zoals de XITE Yearmix en de XITE Summermix, die slechts één keer per jaar werden geproduceerd en uitgezonden. Sinds 2013 werden de XITE Weekmix, Yearmix en Summermix geproduceerd door James Eussen van productiehuis Avanti Media Group.  

## Programma's
XITE programmeert voornamelijk muziekvideoclips, soms aansluitend op een bepaald genre of thema. Daarnaast besteedt XITE aandacht aan muziekgerelateerde onderwerpen, met interviews, club- en festival verslagen.
| Jaartal(len) | Programma             | Presentatie                                          |
| ------------ | --------------------- | ---------------------------------------------------- |
| 2013 - 2020  | Week Mix & Yearmixes  | James Eussen                                         |
| 2016         | XITE Festival Reports | -                                                    |
| 2016         | XITE Zoekt Vlogger    | -                                                    |
| 2015         | XITE Festival Reports | VJ Femke                                             |
| 2015         | XITE Zoekt VJ         | Sol Wortelboer                                       |
| 2014         | Hip Hop NL            | Jorik Scholten (Lil' Kleine)                         |
| 2014         | Festival Reports      | Salma Chafouk Idrissi                                |
| 2014         | The Nominees          | Ingrid Jansen                                        |
| 2013 - 2014  | Daily Noise           | Sol Wortelboer (ma-woe) & Ingrid Jansen (don & vrij) |
| 2013         | On Tour               | Gwen van Poorten                                     |
| 2013         | Clubtour              | Gwen van Poorten                                     |
| 2013 - 2014  | Ziggo Top 20          | Sol Wortelboer                                       |
| 2011 - 2012  | Hi5                   | Lara Hoogstraten (2011) en Celine Bernaerts (2012)   |
| 2011         | Xite Specials         | Verschillende vj's                                   |

## Presentatoren
- Mandy Woelkens (2019 tot heden)
- Bastiaan Rosman (2018 tot heden)
- Iris Enthoven (2016 tot heden)
- Boris Lange (2014 tot 2017)
- Ingrid Jansen (2014 tot 2017)
- Femke van Leeuwen (2015-2016)
- Jorik Scholten (2014)
- Salma Chafouk Idrissi (2014)
- Sol Wortelboer (2013-2015)
- Sjaak P. van Es (2013)
- Gwen van Poorten (2012-2013)
- Celine Bernaerts (2011-2012)
- Alain Keeven (2011-2012)
- Sanne Bolten (2011)
- Lara Hoogstraten (2011)